# Trương Việt Hoàng
Trương Việt Hoàng (* 9. Dezember 1975) ist ein vietnamesischer Fußballtrainer.

## Karriere
Trương Việt Hoàng startete seine Trainerlaufbahn beim Erstligisten Hải Phòng FC. Mit dem Verein aus Hải Phòng wurde er 2016 Vizemeister. Bei Hải Phòn stand er bis Ende Oktober 2019 unter Vertrag. Einen Monat später unterschrieb er einen Vertrag beim ebenfalls in der ersten Liga spielenden Viettel FC. Mit dem Verein aus der Hauptstadt Hanoi wurde er 2020 vietnamesischer Meister. Bis Juli 2022 stand er bei Viettel an der Seitenlinie. Von Ende August 2022 bis Anfang Oktober 2022 stand er viermal an der Seitenlinie des Erstligisten Hồ Chí Minh City FC.

## Erfolge
Viettel FC
- Vietnamesischer Meister: 2020